# Вулиця згаслих ліхтарів
«Вулиця згаслих ліхтарів» («Strada felinarelor stinse») — радянський художній фільм 1991 року, знятий режисером Валеріу Гажіу на кіностудії «Молдова-фільм».

## Сюжет
1940-ті роки. Перукар Санду, відкритий, чесний і безпосередній, потрапляє до жорна репресивних органів. Пережити весь цей жах герою допомагають спогади про його кохання.

## У ролях
- Петру Вуткереу — Санду
- Сільвія Лука — головна роль
- Борис Бекет — легіонер
- Мірчя Албулеску — роль другого плану
- Еусебіу Штефенеску — роль другого плану
- Михайло Бадікяну — слідчий НКВД

## Знімальна група
- Режисер — Валеріу Гажіу
- Сценарист — Валеріу Гажіу
- Оператор — Олександр Майка